# ويليام د. ميدلتون
ويليام د. ميدلتون (بالإنجليزية: William D. Middleton)‏ هو مؤرخ وصحفي أمريكي، ولد في 25 مارس 1928 في دافنبورت في الولايات المتحدة، وتوفي في 11 يوليو 2011 في ليفونيا في الولايات المتحدة.